# Pont Sultan Haji Omar Ali Saifuddien
Le pont Sultan Haji Omar Ali Saifuddien est un pont du Brunei qui traverse la baie de Brunei. Il constitue l'unique connexion entre l'exclave de Temburong et le reste du pays. Construit de 2014 à 2020, il est nommé en l'honneur du sultan Omar Ali Saifuddien III, le père de l'indépendance du pays.